# Прапор Алжиру
Прапор Алжиру — один з офіційних символів держави Алжир.
Складається з двох вертикальних смуг однакової ширини зеленого і білого кольорів. У центрі розташовані червона зірка і півмісяць. Прапор прийнятий 3 липня 1962 р. Нагадує прапор Алжирського Національного Фронту визволення і, за деякими даними, використовувався Абд аль-Кадіром у ХІХ столітті. Білий колір символізує чистоту, зелений колір — колір ісламу. Півмісяць також є ісламським символом.
Військово-морський прапор ідентичний державному, за винятком двох схрещених якорів у верхньому лівому кутку.

## Конструкція прапора
|                     |
| Конструкція прапора |